# Folketingets forretningsorden
Folketingets forretningsorden er et regelsæt, der beskriver Folketingets arbejdsgang.
Folketinget fastsætter ifølge Grundloven selv sin forretningsorden hvilket sikrer Folketinget en vis uafhængighed i forhold til regeringen.
Den for offentligheden mest kendte paragraf er § 20, der har givet navn til de såkaldte § 20-spørgsmål:

§ 20
Stk. 1. Ønsker et medlem at indhente oplysninger om et offentligt anliggende, kan dette ske ved et spørgsmål til vedkommende minister efter reglerne i denne paragraf.

Stk. 2. Spørgsmålet stilles skriftligt. Det skal være kort og bestemt affattet og kan være ledsaget af en kort skriftlig begrundelse. Det indgives gennem Lov- og Parlamentssekretariatet til formanden, som sender en genpart af spørgsmålet tillige med den eventuelle skriftlige begrundelse til ministeren. Spørgeren kan udbede sig skriftligt eller mundtligt svar.

## Ekstern henvisning
- Folketingets forretningsorden Arkiveret 19. marts 2019 hos  Wayback Machine